# Gouvernement de Saintonge et Angoumois
Le Gouvernement de Saintonge et Angoumois est une ancienne division de l'administration militaire de la France d'Ancien Régime. Ses capitales étaient Saintes et Angoulême. En 1773, peu avant la Révolution française, il devient un gouvernement général de seconde classe. Si le gouverneur général était le représentant honorifique de la province à la cour, il devait composer son gouvernement avec l'évêque de Saintes et celui d'Angoulême, avec le Lieutenant général, avec l'Intendant de La Rochelle pour Saintes, et celui de Limoges pour Angoulême.

## Histoire

### Réforme de 1773
Ce gouvernement général de la seconde classe avait pour bornes d'autres gouvernements généraux militaires :
- à l'est : le Limousin ;
- au nord : l'Aunis et le Poitou;
- au sud : la Guyenne.

Il comprenait la Saintonge et l'Angoumois, et avait pour capitales Saintes et Angoulême. À sa tête se trouvait un gouverneur général, qui pouvait également cumuler celle de Lieutenant général de la province. Les attributions du lieutenant général étaient exclusivement militaires.
En cas d'absence, le gouverneur général y était constamment représenté par un autre lieutenant général. Le marquis René de Montalembert a été l'un d'eux,, aux ordres du duc de Crussol. L'État major était complété par les lieutenant de Roi, qui commandaient les places fortes : la citadelle de Saintes et le château d'Angoulême.

## Liste des gouverneurs de la Saintonge et de l'Angoumois
- Jean d'Angennes, seigneur de Rambouillet, gouverneur de l'Angoumois
- François de La Rochefoucauld
- Philippe de Volvire alias Volluyre, marquis de Ruffec gouverneur de l'Angoumois (1575-1585)
- Jean Louis de Nogaret de Lavalette, duc d'épernon, gouverneur de 1585 à 1592
- Bernard de Béon du Massez, marquis de Bouteville , gouverneur de 1592 jusqu'en 1607.
- Jean Louis de Nogaret de Lavalette, duc d'épernon, gouverneur de 1608 1622
- Charles de Choiseul Praslin de 1622 à 1626.
- le Maréchal de Schomberg (1628)
- Jean de Galard de Béarn, comte de Brassac, gouverneur de 1636 à1645
- Charles de Sainte-Maure, (1620-1690) duc de Montausier , gouverneur de 1645 à 1672.
- Emmanuel II de Crussol, gouverneur de 1672 à 1692
- Charles-Emmanuel de Crussol (1707-1762) Gouverneur général de la Saintonge et de l'Angoumois
- François Emmanuel de Crussol (1728-1802), Gouverneur général de la Saintonge et de l'Angoumois (1762-1789)